# Caudiès-de-Conflent
Caudiès-de-Conflent (em catalão:  Caudiers de Conflent) é uma comuna francesa na região administrativa da Occitânia, no departamento dos Pirenéus Orientais. Estende-se por uma área de 6.50 km², e possui 17 habitantes, segundo o censo de 2018, com uma densidade de 2.6 hab/km².